# Едуардс Івановс
Едуардс Івановс (латис. Eduards Ivanovs; народився 22 червня 1978, Юрмала) — латвійський хокеїст, захисник. Виступає в лієпайському Металургсі. Виступав у складі юніорської збірної Латвії (U-18) та молодіжної збірної Латвії (U-20).